# Kind Lady (1951)
Kind Lady (frei übersetzt Freundliche Dame) ist ein US-amerikanisches Filmdrama mit Thrillerelementen von 1951 unter der Regie von John Sturges. Die Hauptrollen sind besetzt mit Ethel Barrymore, Maurice Evans, Angela Lansbury und Keenan Wynn. Die Filmhandlung basiert auf einem am Broadway gespielten Stück von Edward Chodoroy, der wiederum die Geschichte The Silver Mask oder auch The Silver Casket von Hugh Walpole aufgegriffen hatte. Diese wurde erstmals in der Märzausgabe von Harper’s Bazaar 1932 veröffentlicht und war eine von vielen Geschichten, die er über die Familie Herries schrieb. Eine erste Verfilmung davon stammt aus dem Jahr 1935.

## Handlung
Mary Herries, die für ihr freundliches Wesen und ihre Hilfsbereitschaft bekannt ist, hat im Laufe ihres langen Lebens eine Leidenschaft für Kunst und für edle Möbel entwickelt und bedeutende Stücke zusammengetragen. So besitzt sie unter anderem Originalwerke von El Greco, Rembrandt und weiteren großen Meistern. Zusammen mit ihrem Dienstmädchen Rose und einem Koch bewohnt sie im London der Jahrhundertwende ein geräumiges Herrenhaus. Als eines Tages der junge Maler namens Harry Springer Elcott bei ihr klingelt, um sich nach ihrem verzierten italienischen Türklopfer zu erkundigen, der von Benvenuto Cellini stammt. Sein Kunstwissen und die Tatsache, dass er selbst Künstler ist, nutzt er dazu, um in das Leben der älteren Frau einzudringen. Mrs. Herries will erste Anzeichnen, dass das Interesse dieses Mannes nicht ihr gilt, sondern den Schätzen, die sie angehäuft hat, nicht wahrhaben. Erst holt Elcott seine kränkelnde Frau Ada ins Haus der alten reichen Dame nach und sodann weitere Angehörige und Handlanger. Er lässt Mary Herries kaum noch Luft zum Atmen. Als die alte Dame endlich begreift, in welche katastrophale Lage sie sich gebracht hat und zu fliehen versucht, ist es schon zu spät. Elcott und seine Mitverschwörer haben ihr Leben schon so sehr unter Kontrolle, dass es für Mary Herries aussichtslos zu sein scheint, die Kontrolle darüber zurückzugewinnen. Man hat sie ebenso wie Rose zur Gefangenen in ihrem eigenen Zuhause gemacht. Der Koch hat aufgrund der seltsamen Begebenheiten im Haus inzwischen gekündigt.
So übernehmen Elcotts Komplizen, Mr. und Mrs. Edwards die Rolle des Butlers und des Dienstmädchens, während Elcott selbst sich als Neffe der alten Dame ausgibt, der aufgrund eines Nervenzusammenbruchs gekommen sei, um sich um sie und ihre Angelegenheiten zu kümmern. Es gelingt Elcott und seinen Komplizen, der Nachbarschaft weiszumachen, dass Mrs. Herries nicht mehr Herr ihrer Sinne sei. Auch ein Bestechungsversuch mit Geld durch Mary Herries bringt sie nicht weiter, da die Eindringlinge nicht bereit sind, das von ihnen in Besitz genommene Haus wieder zu verlassen. Als Mrs. Herries ein Porträt von Elcott, das er von seiner Frau gemalt hat, in die Hände fällt, erfährt sie dadurch den wahren Namen des Malers, da er das Porträt damit gekennzeichnet hat. Obwohl Elcott Mary massiv bedroht, hat sie sich bisher beharrlich geweigert, ihm eine uneingeschränkte Vollmacht darüber auszustellen, dass er in ihrem Namen handelt. In der Zwischenzeit ist auch Mrs. Harries’ Bankier Foster misstrauisch geworden, als Elcott ihm sagt, dass das Haus von Mary Harries verkauft werden soll. Er will weitere Ermittlungen hinsichtlich des dubiosen angeblichen Neffen der alten Dame anstellen.
Ada Elcott ist sich darüber im Klaren, dass ihr Mann vor nichts zurückschreckt, da sie ihn schon einmal hat töten sehen. Im tiefsten Inneren weiß sie zudem, dass er das auch jederzeit wieder tun würde. So versucht sie Mrs. Harries’ wahres Dienstmädchen Rose, das ebenfalls eingesperrt wurde, auf Bitten von Mary hin zu befreien. Nachdem es Rose gelungen ist, aus ihrem Zimmer zu fliehen, wird sie jedoch entdeckt und von Edwards ermordet, bevor sie das Haus noch verlassen kann. Nachdem auch noch Foster anruft und seinen Besuch am Abend ankündigt, hält Elcott es nun für an der Zeit zu gehen, will aber, dass Edwards zuvor Mrs. Herries im oberen Stockwerk des Hauses noch aus dem Fenster stößt. Es soll so aussehen, als habe die alte „verwirrte“ Dame Selbstmord begangen. Was er nicht weiß ist, dass der Körper auf dem Stuhl von Ada und Mrs. Herries mit dem toten Körper von Rose vertauscht wurde. Beiden ist es auch gelungen, Foster einzuweihen, der im genau richtigen Moment in Begleitung der Polizei eintrifft. Als Elcott erkennt, dass er und seine Hauptkomplizen Mr. und Mrs. Edwards einen fatalen Fehler gemacht haben, ist es schon zu spät für die drei. Sie werden von der Polizei festgenommen und abgeführt.

## Produktion

### Produktionsnotizen
Edward Chodorov adaptierte die Geschichte als Bühnenstück, das am 23. April 1935 am Broadway mit Grace George als Mary und Henry Daniell als Bösewicht uraufgeführt wurde. Die erste Filmversion erschien im Dezember desselben Jahres unter der Regie von George B. Seitz und in den Hauptrollen mit Aline MacMahon und Basil Rathbone. Grace George wiederholte ihre Rolle bei einer Broadway-Wiederaufnahme im Jahr 1940, wobei Stanio Braggiotti in der Rolle des Bösewichts zu sehen war. Zwei Produktionen von Kind Lady wurden fürs Fernsehen inszeniert: Fay Bainter und Joseph Schildkraut spielten 1949 in einer Produktion von The Ford Theatre Hour unter der Regie von John Sturges und Sylvia Sidney 1953 in einer Produktion von Broadway Television Theatre. Auch bei Laientheatergruppen war das Stück ein Dauerbrenner.
Moyna MacGill, die im Film die Rolle der Mrs. Harkley verkörpert, war im wirklichen Leben die Mutter von Angela Lansbury. Für Betsy Blair, seinerzeit die Ehefrau von Gene Kelly, war dies für vier Jahre ihr letzter Film, da man sie auf die Schwarze Liste für unamerikanische Umtriebe gesetzt hatte. Doris Lloyd, die hier als Rose zu sehen ist, spielte bereits in der Verfilmung von 1935 mit, dort war sie als Lucy besetzt.
Am Drehbuch für diese Neuverfilmung war auch der ehemalige Hitchcock-Mitarbeiter Charles Bennett beteiligt. Das Drehbuch nahm erhebliche Änderungen am Inhalt des Stückes vor. So wurde die Figur des Peter, dem Verlobten von Marys Nichte Lucy, vollständig gestrichen und seine Rolle bei der Untersuchung von Marys Notlage wurde Foster, Marys Bankier, übertragen. Der Mord an Rose wurde ans Ende der Geschichte verschoben (ursprünglich wurde sie getötet, kurz nachdem Elcott und seine Komplizen das Haus übernommen hatten). Auch einer der Höhepunkte des Films, nämlich der, dass Ada und Mary Rose’ Leiche auf den Stuhl setzen, war eine wichtige Ergänzung. Barrymore war zur Zeit des Drehs 71 Jahre alt und damit viel älter als die Schauspielerinnen, die die Rolle zuvor gespielt hatten. Für Ethel Barrymore war dies eine ihrer letzten Hauptrollen.
Gedreht wurde der Film von MGM in den Metro-Goldwyn-Mayer Studios in Culver City in Kalifornien. Künstlerische Leiter der Produktion waren William Ferrari und Cedric Gibbons, für die Set-Dekoration lag die Verantwortung bei Edwin B. Willis. Douglas Shearer fungierte als Aufnahmeleiter. Für die Bekleidung der Damen war Walter Plunkett zuständig, für die der Herren Gile Steele. Für Maske und Make-up lag die Verantwortung bei William Tuttle. Ferris Webster                                                                                                                                                                                                war der zuständige Filmredakteur.

### Veröffentlichung
Premiere hatte der Film am 29. Juni 1951 in den Vereinigten Staaten. Am 19. Dezember 1951 wurde er in Mexiko veröffentlicht, am 12. Mai 1952 in Schweden, am 2. Oktober 1952 in Portugal und am 24. Oktober 1952 in Kapstadt in Südafrika sowie am 19. November 1952 in Johannesburg in Südafrika. In Frankreich wurde der Film am 28. November 1952 in einer limitierten Anzahl vorgestellt, am 29. Januar 1953 war er dann in Durban in Südafrika zu sehen. Veröffentlicht wurde er zudem in Argentinien, Belgien, Brasilien, Kanada, Ungarn, Indien, Polen, in der Sowjetunion und im Vereinigten Königreich.

## Rezeption

### Kritik
Frank Veenstra befasste sich mit dem Film bei Boba_Fett und meinte, er beginne, wie ein typischer Kostümfilm im viktorianischen Stil, nehme aber alsbald eine Wendung hin zum Thriller mit einer guten Geschichte. Auch wenn der Film aus dem Jahr 1951 stamme, sehe er aus wie ein Film aus den 30er-Jahren und fühle sich auch so an. Gezeigt werde der große Filmstar der 30er- und 40er-Jahre, Ethel Barrymore. Der Stil des Films und die Art und Weise, wie er aufgebaut sei, seien ebenso altmodisch wie der allgemeine visuelle Stil und die Atmosphäre des Films. Einzig, dass Angela Lansbury mitspiele, verrate, dass es sich um einen 50er-Jahre-Film handele. Gezeigt werde Ethel Barrymore in einer ihrer relativ späten Rollen, da sie vor allem für ihre Rollen in Filmen der 30er- und 40er-Jahre bekannt sei. Auch in diesem Film spiele sie wieder eine Frau die meist auf einem Stuhl sitze oder in einem Bett liege. Der Film habe es aber verdient, bekannter zu werden und von mehr Menschen gesehen zu werden.
Auf der Seite Every Oscar Ever hieß es, wenn Michael Haneke Filme im Studiosystem der 1950er-Jahre gedreht hätte, wäre Kind Lady die Art von Film, die er gemacht hätte. Filmemacher seien seit langem fasziniert von Klassikern, in denen Menschen in ihrem eigenen Zuhause gefangen genommen würden, so in Klassikern wie Gaslight/Das Haus der Lady Alquist und Warte, bis es dunkel ist bis hin zu neueren Filmen wie Panic Room, The Strangers und Hanekes Film Funny Games. Was dem Film fehle, sei ein Gefühl echter Spannung. Ethel Barrymore sei eine so starke Figur, dass sie trotz ihres Alters nie verletzlich und hilfsbedürftig wirke. Ihre Co-Stars, mit Ausnahme von Angela Lansbury, seien der Aufgabe, es mit ihr aufzunehmen nicht wirklich gewachsen. In Kind Lady, der eine Nominierung für sein schwarz-weißes Kostümdesign erhalten und gegen A Place in the Sun und Edith Heads verloren habe, hätten sich die Kostümdesigner Walter Plunkett und Gile Steele der Herausforderung gestellt, Charaktere einzukleiden, die vor allem die physische Schönheit von Objekten schätzten, und das sei ihnen wunderbar gelungen. Sowohl Kostüm- als auch Produktionsdesign zeigten ein feines Auge fürs Detail, eine Liebe, die perfekt zu den Charakteren des Films passe.
Dennis Schwartz sprach auf seiner Seite von einem überdurchschnittlichen glänzenden Drama mit viel Spannung nach einem Drehbuch von Jerry Davis, Charles Bennett und Edward Chodoroy. Die große Ethel Barrymore spiele die ältere, vornehme, reiche Dame, die von einem dreisten und bösen, aber auch charmanten Betrüger, dargestellt von Maurice Evans, verfolgt werde. Er erdreistet sich mit seiner Frau und seinen Helfern ins Haus der alten Lady einzuziehen, mache sie darin zur Gefangenen und plündere ihre Kunstsammlung. Angela Lansbury sei als schurkisches Dienstmädchen gut, Keenan Wynn als mörderischer Butler wirkungsvoll und Betsy Blair überzeuge als Evans erbärmliche Frau. Das Remake übertreffe das Original, schrieb Schwartz, aber dennoch habe er Basil Rathbone in der ursprünglichen Rolle als Betrüger lieber gemocht als Evans, der dennoch einen würdigen Bösewicht abgebe.
Ryan McDonald befasste sich auf der Seite Shameless Self Expression mit dem Film und stellte erst einmal fest, dass Regisseur John Sturges vor allem für seine eher männlichen Filme im Kriegs- und Westerngenre bekannt, aber zu viel mehr fähig gewesen sei, als nur sogenannte Männer-Filme zu machen. Und genau das zeige er in diesem hervorragenden Krimi aus dem Jahr 1950/51, der auf einem Bühnenstück basiere, das bereits in den 1930er-Jahren mit Basil Rathbone und Aline MacMahon in den Hauptrollen gedreht worden sei. Dies sei ein wunderbarer klaustrophobischer Film, der auch von Alfred Hitchcock hätte sein können. Maurice Evans liefere hier seine vielleicht beste Filmleistung als bescheidener Künstler und gerissener Krimineller ab. Barrymore gelinge es hervorragend, nicht nur die anfängliche Naivität und Verletzlichkeit ihres Charakters darzustellen, sondern auch die spätere Härte und den Trotz, ohne dass beide Seiten in derselben Person unglaubhaft wirken würden. Angela Lansbury sei in ihrer Rolle sofort unangenehm, kaltherzig und gierig und meilenweit von ihren späteren Rollen, wie beispielsweise Die tollkühne Hexe in ihrem fliegenden Bett und Mord ist ihr Hobby entfernt, aber keine Überraschung für jeden, der sie in dem Filmdrama Der beste Mann oder dem Politthriller Botschafter der Angst gesehen habe. Sie sei eine ausgezeichnete, vielseitige Schauspielerin. Der langlebige und zuverlässige amerikanische Charakterdarsteller Keenan Wynn klinge hier überhaupt nicht wie er selbst, obwohl nicht ganz sicher sei, ob seine Figur Australier oder Engländer sei. Er liefere eine großartige, brutale und einschüchternde Leistung ab.
Kendahl Cruver von Watching Classiv Movies meinte, er sei verblüfft gewesen, wie stark ihn beide Versionen dieses Thrillers, die er sich parallel angesehen habe, berührt hätten. Es handele sich um zwei solide Produktionen, die auf völlig unterschiedliche Weise erfolgreich seien. Im Gegensatz zu der von Aline MacMahon dargestellten Mary Herries gebe es bei der durch Ethel Barrymore verkörperten selben Figur keine Gebrechlichkeit. Obwohl Maurice Evans in seiner Rolle körperlich viel bedrohlicher sei als der durch Rathbone dargestellte bloß gierige Elcott, verliere diese Grand Dame nicht den Kopf. Auch wenn sie von den Annäherungsversuchen dieses psychopathischen Widerlings und seiner Gangsterbande (darunter die hervorragend spielenden Schauspieler Keenan Wynn, Betsy Blair und Angela Lansbury) überwältigt werde, bleibe sie eiskalt, wische Frühstückstabletts weg wie eine Königin und beschäme sie alle. Beide Filme seien spannende, gut gespielte Thriller.

### Erfolg/Misserfolg
Bei einem Budget von circa 911.000 US-Dollar erzielte der Film laut MGM-Aufzeichnungen in den USA und Kanada einen Umsatz von 361.000 US-Dollar und außerhalb dieser Länder weiteren 139.000 US-Dollar. Für Das Studio soll das zu einem Gesamtverlust von 664.000 US-Dollar geführt haben.

### Auszeichnung
Für ihre Arbeit an dem Film erhielten Walter Plunkett und Gile Steele eine Oscar-Nominierung in der Kategorie „Bestes Kostümdesign in einem Schwarzweißfilm“. Der Oscar ging jedoch an Edith Head und das Filmmelodram Ein Platz an der Sonne.